# Biologia humana
O objetivo da biologia humana é estudar todos os ramos da biologia de populações humanas, incluindo genética e variação humanas, ecologia e adaptação humanas, e evolução humana. 
Pesquisa a natureza, desenvolvimento e causas da variação em populações humanas, incluindo as disciplinas: genética humana, genética de populações, demografia evolutiva, auxologia, fisiologia ambiental, fisiologia do crescimento, ecologia, epidemiologia e envelhecimento. 
Há uma ampla gama de disciplinas incluídas sob a rubrica de biologia humana, o que pode ser visto na diversidade dos currículos das universidades que oferecem graduação na área, e das revistas científicas especializadas no tema. É um campo interdisciplinar que envolve aspectos biológicos e sociais da origem, desenvolvimento e perspectivas da humanidade. 
Do ponto de vista biológico, a espécie Homo sapiens, ou espécie humana, é um eucarionte multicelular, cujo desenvolvimento se processa, a partir de um embrião constituído de células totipotentes, por diferenciação em células especializadas. Durante a diferenciação, diferentes genes se tornam ativos em diferentes tecidos, num processo sujeito a complexa regulação. A função metabólica de cada célula depende de, e determina a expressão gênica. 
Células se organizam em tecidos de função semelhante, e tecidos se organizam em sistemas orgânicos:
- Sistema cardiovascular
- Sistema muscular
- Sistema ósseo
- Sistema tegumentar
- Sistema reprodutor
- Sistema digestivo
- Sistema respiratório
- Sistema excretor
- Sistema imunológico
- Sistema endócrino
- Sistema nervoso

A biologia do desenvolvimento estuda o desenvolvimento desde o zigoto até o corpo desenvolvido, a anatomia humana estuda a estrutura do corpo humano desenvolvido, e a fisiologia humana estuda o funcionamento desta anatomia. A medicina é a aplicação da biologia humana à patologia, o estudo das doenças. 